# Кім Мьон Вон
Кім Мьон Вон (кор. 김명원, 金明元; нар. 15 липня 1983; Пхеньян, КНДР) — північнокорейський футболіст, нападник клубу «Амроккан» та національної збірної Корейської Народно-Демократичної Республіки.
Відіграв за збірну 9 матчів та був включений до в заявку на чемпіонат світу 2010 року як один з трьох воротарів. Головний тренер збірної Кім Чон Хон пішов на такий крок, щоб підсилити атакуючі можливості команди. Проте офіційні представники ФІФА сказали, що Кім Мьон Вон може зіграти на чемпіонаті світу лише на позиція воротаря, і не може вийти на поле як польовий гравець.